# Minearbejdere
Minearbejdere (russisk: Шахтёры) er en sovjetisk film fra 1937 af Sergej Jutkevitj.

## Medvirkende
- Boris Poslavskij som Semjon Primak
- Jurij Tolubejev som Vasilij Tjub
- Vladimir Lukin som Matvej Bobyljov
- Nina Rusinova som Olga Bobyljova
- Zoja Fjodorova som Galka